# Tanaecia cognata
Tanaecia cognata är en fjärilsart som beskrevs av Moore 1859. Tanaecia cognata ingår i släktet Tanaecia och familjen praktfjärilar. Inga underarter finns listade i Catalogue of Life.